# Салливан, Элеонора
Анна Элеонора Салливан (итал. Anna Eleanore Sullivan, урождённая Элеонора Франки (итал. Eleanora Franchi); 12 июня 1750, Лукка — 14 сентября 1833) — итальянская артистка балета и куртизанка, наиболее известная в истории своими отношениями с Акселем фон Ферзеном, предполагаемым любовником французской королевы Марии-Антуанетты. Она принимала участие в знаменитом бегстве в Варенн, попытке французской королевской семьи покинуть свою страну во время Великой французской революции, при активном участии фон Ферзена.

## Биография
Элеонора Франчи была дочерью портного из республики Лукка. Она активно занималась балетом и в возрасте 15 лет вышла замуж за танцора бродячей театральной труппы, Мартини, но вскоре овдовела. На венецианском карнавале она познакомилась с Карлом Евгением, герцогом Вюртембергским, и стала его любовницей. От него у Элеоноры было двое детей: Эуген Франки, родившийся 5 октября 1768 года, и Элеонора Франки, родившаяся 17 января 1771 года. Будучи куртизанкой, Элеонора одно время была любовницей Иосифа II, императора Священной Римской империи, но была изгнана его матерью, Марией Терезией. В Париже она вышла замуж за ирландского офицера по фамилии Салливан и последовала за ним в Индию. Оказавшись там, она встретила Квинтина Крауфорда и стала его любовницей, впоследствии она вернулась с ним в Европу.
С 1780 года она жила с Крауфордом в качестве хозяйки его дома на улице Клиши в Париже, где она отличалась своим очарованием. С 1789 по 1799 год Аксель фон Ферзен, друг Крауфорда, имел с ней сексуальные отношения. Их связь служила предметом исследования тех биографов и историков, которые хотели выяснить, были ли Аксель фон Ферзен и Мария-Антуанетта любовниками. Сестра и доверенное лицо фон Ферзена Софи Пипер упрекала его за связь с Салливан, делая это из-за уважения к чувствам Марии-Антуанетты: «я искренне надеюсь, что она никогда не узнает об этом, потому что это доставит ей большую боль» и «подумай о ней, бедняжке, избавь её от таких смертных горестей!» Софи была доверенным лицом своего брата в его любовных отношениях с Марией Антуанеттой, так же как он был доверенным лицом своей сестры в её внебрачной связи с бароном Эвертом Таубе. В их переписке он обычно называл Марию-Антуанетту просто словом «Она» с большой буквы. Из-за заботы о репутации покойной королевы Марии-Антуанетты переписка Акселя фон Ферзена была впоследствии подвергнута цензуре и некоторая её часть даже сожжена, когда в ней были обнаружены материалы, считавшиеся вредными для репутации покойной королевы.
В 1791 году Салливан и Крауфорд были приглашены для участия в организации бегства в Варенн, что они и сделали. Крауфорд спрятал карету, которая была использована королевской семьей, в то время как Элеонора Салливан финансировала побег: очевидно, она предоставила одну треть необходимых денег. Салливан и Крауфорд благополучно добрались до Брюсселя, в то время как попытка побега королевской семьи потерпела неудачу. Салливан и Крауфорд вернулись в Париж. В 1792 году Аксель фон Ферсен тайно вернулся в Париж, чтобы устроить ещё одну попытку побега для королевской семьи, во время которой его покрывала Элеонора Салливан, используя для него имя Евгения Франки, своего незаконнорожденного сына от герцога Вюртембергского. Однако никакой попытки побега организовать не удалось. В том же году дочь Салливана вышла замуж за Альбера Гаспара Гримо, графа Д’Орсе (1772—1843), от которого она имела потомство.
Элеонора Салливан и Квинтин Крауфорд вскоре после этих событий уехали из Франции в Австрийские Нидерланды. Примерно в это же время, около 1794 года, её сын умер, не женившись и не оставив потомства. Её дочь умерла в том же году, что и она сама.